# 失落的维京人
《失落的维京人》（又译作），是一款由硅与神经键（Silicon＆Synapse）（今暴雪娱乐公司）开发，1992年由Interplay娱乐公司发行的游戏。游戏最初发布的是超级任天堂版，大受欢迎后，被移植到DOS、Amiga、世嘉MD上。本游戏于1997年发布续作《失落的维京人2》，同样先发布了超级任天堂版，后来又发布了DOS、PlayStation, 世嘉土星版。2003年，为表示纪念，暴雪娱乐又发布了这两款游戏的GBA版。
游戏主角共有三人，Erik the Swift、Baleog the Fierce、Olaf the Stout，这三位主角拥有不同的技能，包括战斗能力和辅助能力，玩家一次只能控制一个，通过按键在这三人中切换控制角色，并巧妙配合，最终使三人全部到达出口（EXIT字符处）。只要其中一位死亡，即使另外两位到达出口也视为失败。一旦失败，必须从这一关的开头重新开始，玩家也可以随时放弃并重来。游戏没有Game Over的概念，存盘时仅保存所在关卡进度而不保存位置等信息，PC版没有存盘功能，但每次重新开始或关闭游戏时会显示关卡密码，可以输入从而转到此关。